# Trichogramma aomoriense
Trichogramma aomoriense is een vliesvleugelig insect uit de familie Trichogrammatidae. De wetenschappelijke naam is voor het eerst geldig gepubliceerd in 2006 door Honda.